# Іан Сміт (футболіст, 1998)
Іан Сміт (ісп. Ian Smith, нар. 6 березня 1998, Гуапілес) — костариканський футболіст, захисник клубу «Норрчепінг» та національної збірної Коста-Рики.

## Клубна кар'єра
Народився 6 березня 1998 року в місті Гуапілес в провінції Лимон. Він єдина дитина в родині, його батько раніше був аматорським футболістом. Іан відвідував приватну школу Сан-Франциско-де-Асі, а потім двомовну середню школу Liceo Experimental Bilingüe de Pococí. У віці семи років він почав навчання в молодшій місцевій школі, скромному клубі «Сантос де Гвапілес». 5 квітня 2015 року в матчі проти «Універсідад де Коста-Рика» він дебютував у чемпіонаті Коста-Рики.
Влітку 2016 року Ян на правах оренди перейшов у шведський «Гаммарбю», але так і не дебютував за клуб, виступаючи лише за молодіжну команду, після чого повернувся назад до рідного клубу.
На початку 2018 року Сміт підписав контракт зі шведським «Норрчепінгом». 17 лютого в поєдинку Кубку Швеції проти «Гельсінгборга» Іан дебютував за основний склад. Станом на 5 травня 2018 року відіграв за команду з Норрчепінга 3 матчі в національному чемпіонаті.

## Виступи за збірну
За збірну Коста-Рики до 17 років виступав з 2014 року і кваліфікувався на юнацький чемпіонат КОНКАКАФ 2015 року, зайнявши з командою 4 місце і вийшовши на юнацький чемпіонат світу. На світовій першості Сміт зіграв чотири з п'яти можливих матчів (у всіх починаючи в основі), а його збірна вилетіла у чвертьфіналі після поразки від Бельгії (0:1).
У 2017 році в складі молодіжної збірної Коста-Рики до 20 років Сміт взяв участь в домашньому молодіжному Кубку КОНКАКАФ. На турнірі він зіграв у матчах проти команд Сальвадору, Тринідаду і Тобаго, Бермудських Островів та Гондурасу. У тому ж році взяв участь у молодіжному чемпіонаті світу у Південній Кореї. На турнірі він зіграв у матчах проти команд Ірану, Португалії, Замбії та Англії.
У квітні 2018 року вперше був викликаний до складу національної збірної Коста-Рики і 23 березня 2018 року в товариському матчі з Шотландією (1:0) дебютував у її складі. Через кілька місяців потрапив у заявку збірної на чемпіонат світу 2018 року у Росії після травми Хосе Сальватьєрри.
| Дата       | Місто  | Господарі | Результат | Гості      | Турнір           | Голи | Примітки |
| ---------- | ------ | --------- | --------- | ---------- | ---------------- | ---- | -------- |
| 23-03-2018 | Глазго | Шотландія | 0 – 1     | Коста-Рика | товариський матч | -    | 75'      |
| Усього     |        | Матчів    | 1         |            | Голів            | 0    |          |